# Tårs Kirke (Guldborgsund Kommune)
 For alternative betydninger, se Tårs Kirke. (Se også artikler, som begynder med Tårs Kirke)
Tårs Kirke er en kirke i landsbyen Tårs ca. 4 km nord for Sakskøbing på Lolland.

## Eksterne kilder og henvisninger
- Wikimedia Commons har flere filer relateret til Tårs Kirke (Guldborgsund Kommune)
- Tårs Kirke på KortTilKirken.dk
- Tårs Kirke på danmarkskirker.natmus.dk (Danmarks Kirker, Nationalmuseet)